# Igreja de São Paulo (Braga)
A Igreja de S. Paulo, ou do Colégio, está integrada no edifício onde se encontram actualmente instalados o Seminário de São Pedro e São Paulo e o Museu Pio XII em Braga, e foi mandada erigir pela Companhia de Jesus sob os auspícios do Arcebispo D. Frei Bartolomeu dos Mártires e do Cardeal-Rei de Portugal.
Foi inaugurada em 1589. De fachada alta e sóbria, terminada em frontão triangular, e vasada por uma só porta em arco redondo, por duas janelas e um óculo, guarda no seu interior, bastante deteriorado, uma série de altares e retábulos em talha dourada barroca saída das oficinas de Braga até ao terceiro decénio deste século. No dizer de Robert C. Smith, esta igreja é o santuário da arte bracarense, onde se guarda o melhor conjunto de arte barroca produzida em Braga durante os reinados de D. Pedro II e D. João V. O grandioso retábulo da capela-mor é obra do entalhador Tomé de Araújo (1722); o de S. Francisco Xavier é de Francisco Ferreira (1730); o de Nossa Senhora da Boa Morte, já mutilado, é de Luís Vieira da Cruz (1710). O belíssimo altar do Coração de Jesus, primitivamente de Nossa Senhora dos Prazeres, de arte rócócó, deve-se aos entalhadores Marceliano de Araújo (1754) e José Álvares de Araújo (1756), que o fizeram segundo o risco do arquitecto André Soares. Os dois painéis em azulejo que adornam as paredes da capela-mor, datáveis da década de 1720, são de autor desconhecido. As estátuas dos quatro evangelistas são do entalhador António Pinto de Araújo.

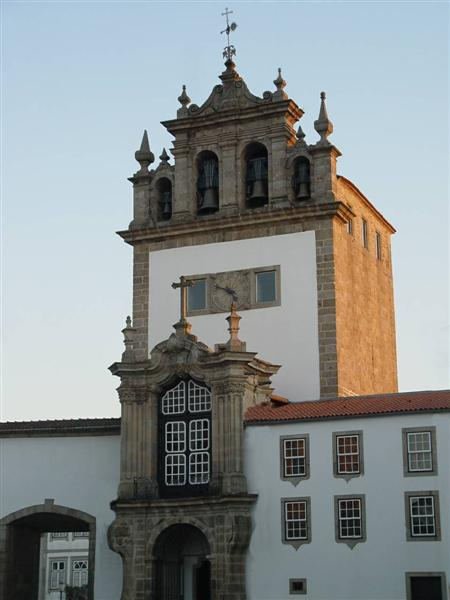
Capela Nossa Senhora da Torre

O Seminário de Sant’Iago foi mandado edificar pelo arcebispo D. Frei Bartolomeu dos Mártires para os jesuítas. Extinta a Companhia, o arcebispo D. Gaspar de Bragança, em 1785, entregou o Colégio às Ursulinas de Viana, que aqui se estabeleceram e ficaram até 1878, data em que foi destinado a seminário, assim permanecendo até 1910. A igreja contígua é conhecida por Igreja do Colégio. No denominado estilo barroco jesuítico, tem fachada pesada e nua.
Do antigo templo da Igreja de Sant’Iago só resta a Capela das Chagas, que contém a sepultura do fundador, Dr. Pedro da Grã (1602), e um interessante painel representando Cristo crucificado, um fons vitae bracarense.
Adossada a uma das antigas portas da cidade, a de Sant’Iago, a Capela da Nossa Senhora da Torre é um curioso exemplar de arquitectura rocaille, atribuída a risco de André Soares.